# Реуцел
Реуцел (рум. Răuțel) — село у Фалештському районі Молдови. Утворює окрему комуну.

## Населення
За даними перепису населення 2004 року у селі проживали 4090 осіб.
Національний склад населення села:
| Національність       | Кількість осіб | Відсоток   |
| -------------------- | -------------- | ---------- |
| молдавани румуни     | 3695 34        | 90,3% 0,8% |
| українці             | 244            | 6,0%       |
| росіяни              | 92             | 2,2%       |
| гагаузи              | 6              | 0,1%       |
| цигани               | 2              | < 0,1%     |
| поляки               | 1              | < 0,1%     |
| інша / без відповіді | 16             | 0,4%       |
| Всього               | 4090           | 100%       |